# Tachytrechus clarus
Tachytrechus clarus är en tvåvingeart som beskrevs av Octave Parent 1927. Tachytrechus clarus ingår i släktet Tachytrechus och familjen styltflugor. Inga underarter finns listade i Catalogue of Life.